# 十月文告
十月文告是奥地利帝国的一部宪法，由哈布斯堡王朝皇帝弗朗茨·约瑟夫一世于1860年10月20日頒布。十月文告给予哈布斯堡王朝各领地自治权。 十月文告的頒布被认为奥匈帝国開始实行君主立宪制。1861年2月26日，十月文告被修改成二月敕令。